# Regato de los Vallones
El regato de los Vallones es un pequeño arroyo que nace en el Alto de las Pendonas (918 m s. n. m.), punto más elevado de San Martín de Tábara, provincia de Zamora, España.
A escasos metros de su nacimiento, se encuentra el viaducto del Vertillo, construido a principios del siglo XX para el ferrocarril de la línea Zamora-La Coruña que salva el barranco por el que discurre este regato.
Sus aguas discurren por los parajes sanmartinejos de El Retorno y posteriormente en Fuentealbuyo, donde existen unas pozas naturales de piedra en las que debido a los cercanos manantiales tienen agua durante todo el año. Al llegar las aguas bajo el viaducto del Vertillo, su caudal se incrementa con las aguas que por la derecha recibe del arroyo del Valle de Ferreruela y las que por la izquierda bajan desde las Fuentes de Arriba y de la Hoyada a través de Laguna Mercada y Las Gargantadas, todas de San Martín de Tábara. Tras abandonar el término municipal de San Martín de Tábara, el regato de los Vallones, ya en el término de Losacio, se convierte en el arroyo de Valdeladrón, el cual desemboca en el río Aliste preso por el embalse del Ricobayo en Losacino.
En cuanto a su caudal, es irregular, ya que en otoño, invierno y primavera, mantiene un caudal estable, y en verano suele venir escaso de agua.
Cuando el agua aflora, es habitual en la ribera del regato de los Vallones que se formen extensos bodonales que inundan los prados divididos en cortinas de arquitectura alistana. Esto da origen al crecimiento de juncos y entraña cierto riesgo pisar sobre los mismos ya que debido a la movilidad del tremulante espacio, se corre el peligro de quedarse atollado en el mismo, aunque no suele superar el metro de profundidad.
Debido a la humedad, bajo el viaducto del Vertillo, la ribera del regato se convierte en un paraje con rica fauna y flora natural. La abundante hierba que crece en sus alrededores es aprovechada ancestralmente por los ganaderos de San Martín para pasto vacuno en modalidad extensiva de libertad. Además, en su cauce se encuentran árboles alisos, ejemplares únicos que no se encuentran en otros lugares de San Martín de Tábara.